# 中川泰一
中川 泰一（なかがわ たいいち、1952年11月28日 - ）は、東京都出身のプロゴルファー。

## 来歴
日本大学ゴルフ部では中島秀徳と同期で高橋勝成・山口隆三の2年後輩、石井秀夫の1年先輩に当たり 、竹田昭夫監督のスパルタ指導で頭角を現す。1974年の関東学生は倉本昌弘の2位に入り、3位には石井が入って日大勢が上位を独占した。
卒業後の1976年5月にプロ入りし、1978年の関東プロでは青木功・中嶋常幸・横島由一・金井清一・草壁政治・尾崎将司・謝敏男（中華民国）に次ぐと同時に山田健一・竹安孝博と並んでの9位タイ 、1979年のダンロップ国際オープンでは最終日に67をマークして8位タイに入った。
1983年の武富士サイパンでは青木基正・内田繁・入江勉・金井・鈴木規夫に次ぐと同時に磯崎功・尾崎直道・湯原信光・上原宏一・高橋勝・出口栄太郎・中村稔・杉田勇と並んでの6位タイに入り、1984年のフジサンケイクラシックでは初日を倉本・青木基・尾崎健夫と共に69をマークして4位タイでスタートした。
1984年の茨城オープンでは岩下吉久を抑えるも金子登喜雄に5打差の2位に終わり、関東オープンでは初日に2アンダーで湯原・川田時志春と共に首位に立つ。
1985年の茨城オープンでは初日を安達典夫・岩下と共に69をマークして2位タイでスタートし、最終日には江本光・東聡・高橋勝を抑えると同時に、共に67であった岩下をプレーオフで下して優勝。関東プロでは安田春雄・高橋勝・入野太と並んでの8位タイに入った。
1986年にはKSB瀬戸内海オープンでは宮本康弘と並んで中村の2位タイに入り、1987年の伊香保国際オープンでは初日に67で高橋五月・金谷多一郎と並んでの2位タイでスタートし、最終日は68で金谷の2位タイに入った。
1988年の関東プロを最後にレギュラーツアーから引退。
2010年にはプロシニア笠間東洋カップで初日を6アンダーとし、尾崎健夫・加藤仁を抑えて首位に立った。

## 主な優勝
- 1985年 - 茨城オープン